# Débrouille-toi
Débrouille-toi est un film muet français réalisé par Louis Feuillade et sorti en 1917.

## Fiche technique
- Réalisation : Louis Feuillade
- Société de production :    Société des Etablissements L. Gaumont
- Format : Noir et blanc - Muet - 1,33:1 - 35 mm
- Métrage : 615 m
- Genre : Court métrage
- Date de sortie : 
  - France : septembre 1917

## Distribution
- Yvonne Dario
- Marcel Lévesque
- Édouard Mathé
- Gaston Michel
- Musidora